# 吳從誠
吳從誠（16世紀—17世紀），字虛舟，號形衷，湖廣承天府潛江縣人，明朝政治人物。

## 生平
吳從誠是萬曆十六年（1588年）戊子科舉人，授陝州學正，萬曆二十二年（1594年），任四川鄉試同考官，兼任兩房，取錄十七名士子，陞江西袁州府推官，有「良士師」稱號。改任湖州府同知，任內嚴懲盜賊、驅逐淫婦、治理唆訟，署任知府、通判、歸安、德清縣印絕無妄取金錢，並捐俸給府學庠生，斷案如神讓權勢顧忌，協助知府行使荒政多有裨益。萬曆三十六年（1608年），陞兩浙鹽運司同知，湖州府民都遮道挽留。
升任浙江處州知府，府內人民譁變，幾乎禍及地方，吳從誠曉諭倡亂者，使亂事很快止息。改任江西潯州府知府、陕西鳳翔府知府，均有政績，天啟二年（1622年）陞河東鹽運使，尚未就任，又改授長蘆鹽運使，特恩追贈祖父母為其官職，再改任雲南右參政。天啟五年（1625年）冠帶閒住，杜門布衣蔬食，有人諷刺他矯飾，他回答：「我年少貧窮，母親無身世一日，到這時我怎忍心比他們過得更好？」他擔任潯州知府時父親在家去世，他衣冠不整地回鄉廬墓三年，在石人象背面刻下「千秋遺恨」置放在墓旁，不久有紫荊在冬天開花之瑞，人們寫下《瑞荊篇》讚美他，又自行製作薄的棺木，在旁邊刻下：「下而螻蟻，上而烏鳶，原以蔽醜，豈以飾觀」而棺面寫著：「雲南大參吳形衷之柩」恐怕後人換上精緻的棺木。卒年六十九。身後入祀鄉賢祠。

## 家族
次子吳袞，中舉人。孫吳善匯，歲貢。

## 引用
1. 1 2  光緒《潛江縣志·卷十五·人物志》：吳從誠，字虛舟，別號形衷，才高性樸，有古君子風，萬厯戊子舉人，授陝州學正，甲午應四川分較，聘兼兩房同考，得士十有七人；擢袁州推官有良士師之稱，遷湖州府丞，轉兩浙運同，以卓異權處州太守。處民譁於訛幾禍地方，誠曉倡亂者以禮法，不逞旋戢，再守潯州，厯鳳翔俱有異績；著聞擢長蘆運使，會覃恩得移贈祖父母如其官，人咸以為異數，遷雲南參政，尋解組歸杜門泊如，食甘疏糲、衣謝華鮮，有譏其矯者，誠潛然曰：「吾少也貧，吾母無身世一日之，懽而伐之年，吾服食何忍過腆？」誠守潯州時父卒於家，誠蓬跣奔喪廬墓三載，伴石人象，已署名鐫其背曰「千秋遺恨」長跽墓林跪而瘞墓中，致有紫荊冬華之瑞，時賢作《瑞荊篇》以美之，又自治棺從薄製，銘於旁曰：「下而螻蟻，上而烏鳶，原以蔽醜，豈以飾觀」書其首曰：「雲南大參吳形衷之柩」恐後人以美好者易之，以傷厥心，終身孺慕如誠者可以為難矣，卒年六十有九，祀鄉賢，仲子袞舉人，孫善匯歲貢士。
2. ↑  同治《湖州府志·卷六十二·名宦錄》：吳從誠，字形衷，湖廣潛江人，萬厯中為湖州同知，嚴窩盜、驅淫娃、治唆訟，署知府及添設通判安德二縣印俱無纖毫妄取，且捐俸以給府庠程安德清諸生之不足者，平居不任鞭朴，而斷案如神，勢要無所忌，佐郡侯行荒政多所有裨，三十六年冬擢視鹺務於錢塘，士民遮留，立碑峴山。 胡志
3. ↑  《明熹宗悊皇帝實錄·卷二十一》：（天啟二年四月辛未）陞山西按察司按察使王豫立為河南布政使司右布政，分廵汝南道，鳳翔府知府吳從誠為河東鹽運司轉運使……（乙酉）改新陞河東鹽運使吳從誠于長蘆。
4. ↑  《明熹宗悊皇帝實錄·卷五十五》：（天啟五年正月癸酉）吏部覆科道拾遺疏，原任淮徐道右參政施天德照不謹例，雲南右參政吳從誠照罷軟例各冠帶閒住……